# Josy Simon
Josy Simon (Luxemburg, 25 maart 1933) is een Luxemburgse ex-snelwandelaar en voormalig parlementslid.

## Loopbaan
Als snelwandelaar werd Simon wereldkampioen over 100 kilometer in 1965. Hij won de marathonwedstrijd Straatsburg-Parijs (tegenwoordig Parijs-Colmar) viermaal, in 1971, 1972, 1975 en 1978. Hij was tweede in 1970, 1974 en 1977 en derde in 1973, 1979 en 1982. Bij zijn laatste deelname in 1986 gaf hij op na 286 km en werd als 23e geklasseerd.
Tijdens zijn politieke carrière was Simon lid van de Luxemburgse Kamer van Afgevaardigden voor de Demokratesch Partei, maar in 1991 stapte hij over naar de Alternativ Demokratesch Reformpartei.